# Monadicus
Monadicus is een geslacht van kevers uit de familie  
kniptorren (Elateridae).
Het geslacht is voor het eerst wetenschappelijk beschreven in 1860 door Candèze.

## Soorten
Het geslacht omvat de volgende soorten:
- Monadicus amriki Garg, Vasu & Vats, 1995
- Monadicus biguttatus Candèze, 1900
- Monadicus bilaesus (Germar, 1844)
- Monadicus bruchi Schwarz, 1906
- Monadicus brunnipennis Candèze, 1865
- Monadicus colocassius Vats & Chauhan, 1991
- Monadicus emys Candèze, 1860
- Monadicus fairmairei Fleutiaux, 1932
- Monadicus gagates Fleutiaux, 1919
- Monadicus hova (Candèze, 1889)
- Monadicus humeralis Steinheil, 1875
- Monadicus inconstans (Fairmaire, 1901)
- Monadicus mobiliceps Candèze, 1860
- Monadicus monadicoides (Schwarz, 1903)
- Monadicus nanus Candèze, 1893
- Monadicus perrieri (Fairmaire, 1901)
- Monadicus pyrusus Vats & Chauhan, 1991